# Codex Florentinus

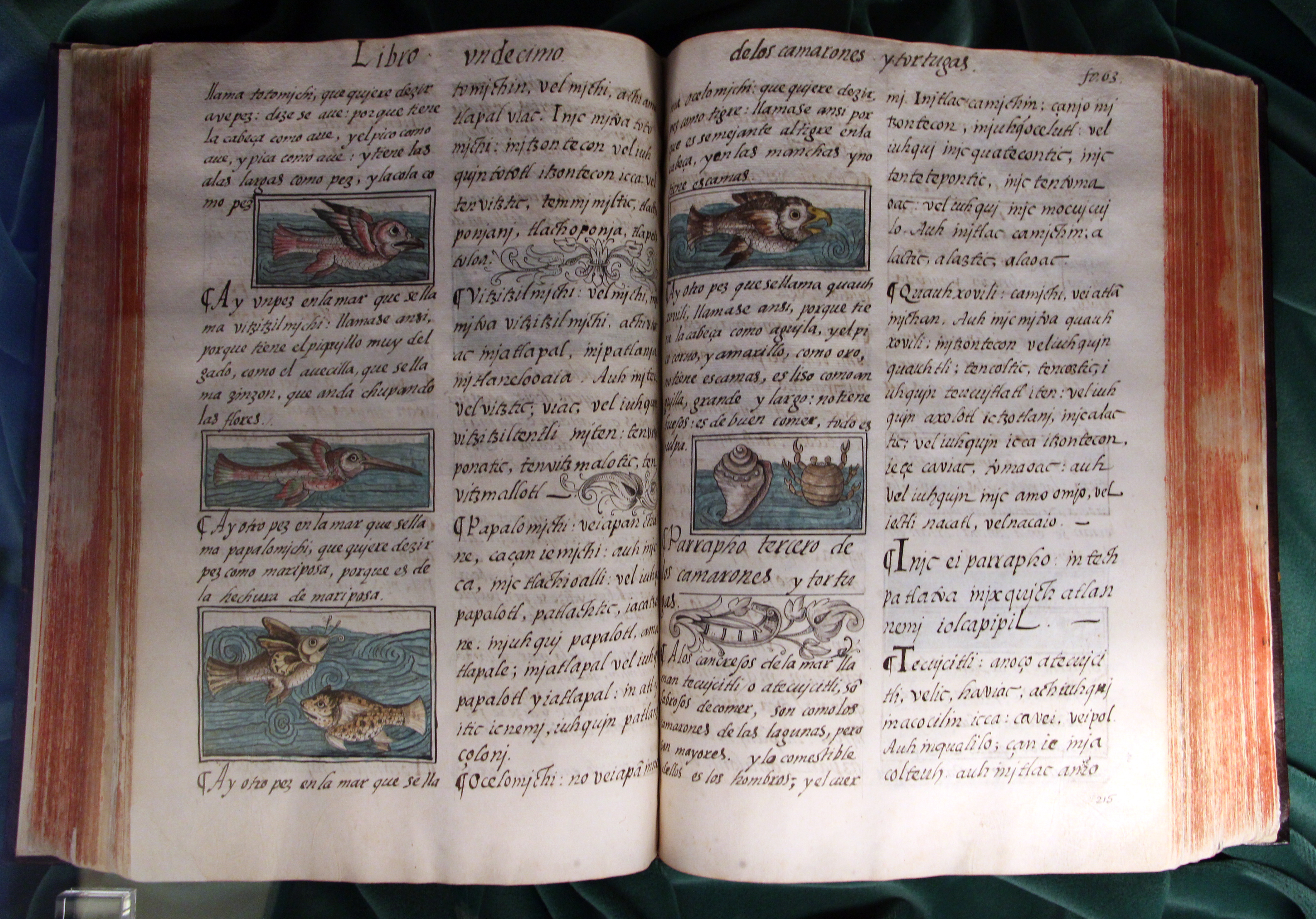
Historia general de las cosas de Nueva España

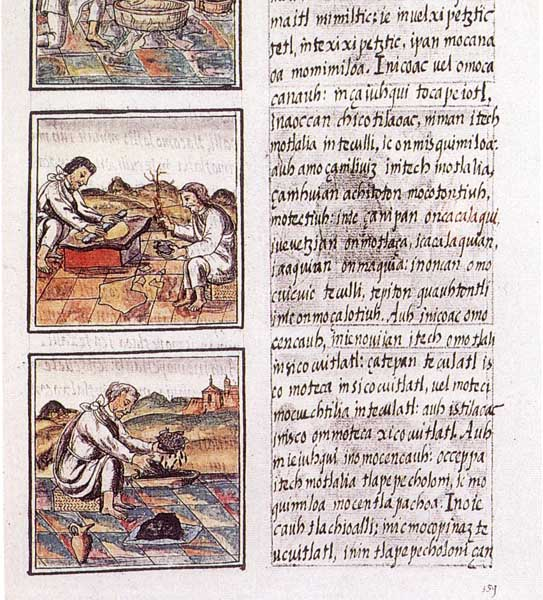
Florentiner Codex (Buch 9, S. 51)

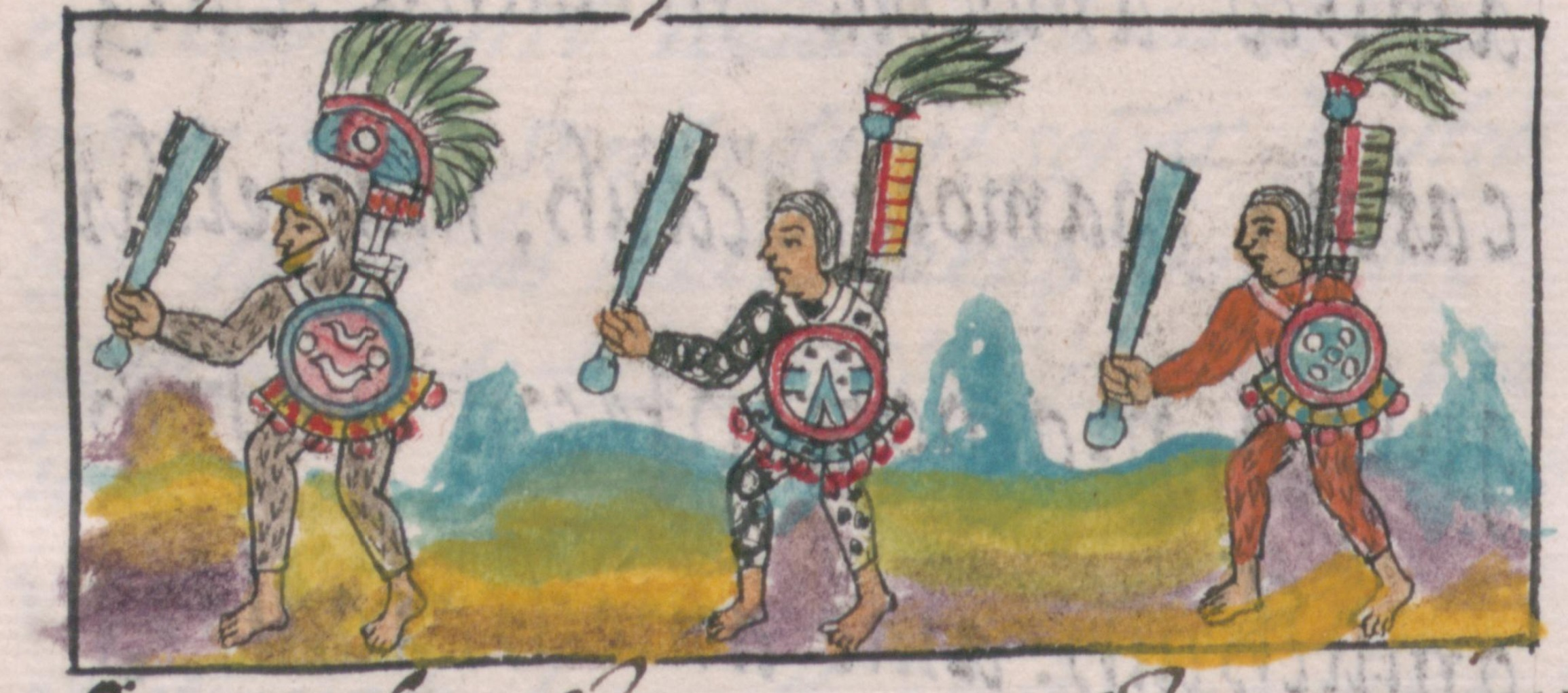
Aztekische Krieger

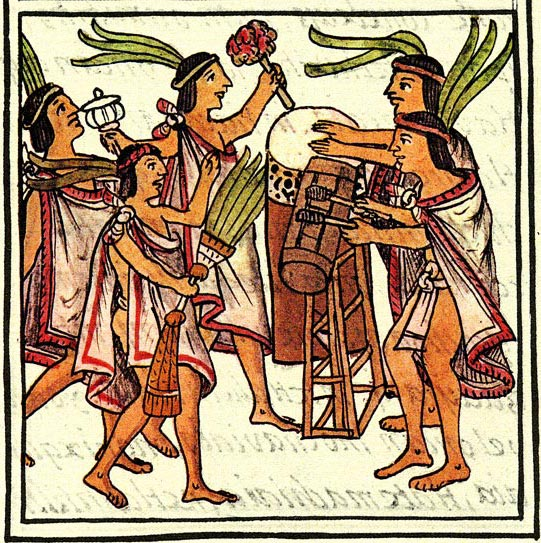
Blumenzeremonie. Gespielt werden die Schlitztrommel teponaztli, dahinter die große einfellige Standtrommel huéhuetl und links oben die Kürbisgefäßrassel ayacachtli

Der Codex Florentinus (spanisch Códice Florentino) ist eine von zwei erhaltenen, in Nahuatl-Sprache und in Spanisch geschriebenen Ausgaben der Historia General de las Cosas de la Nueva España von Bernardino de Sahagún (1499–1590), in der das erhaltene Wissen über die nach der Eroberung Tenochtitláns (1519–21) durch Hernán Cortés und seine Mitstreiter allmählich untergehende Kultur der Azteken festgehalten wurde. Der Aztekenkodex ist nach dem Aufbewahrungsort Florenz benannt, wo er – wahrscheinlich bereits seit dem Ende des 16. Jahrhunderts – in der Biblioteca Medicea Laurenziana aufbewahrt wird. Das zweite, in Madrid aufbewahrte Exemplar trägt die Bezeichnung Códice Castellano de Madrid.

## Beschreibung
Der umfangreiche Codex entstand in den Jahren zwischen 1540 und 1569 und umfasst 12 Bücher mit 1846 Abbildungen. Er ist eine Aufarbeitung von zerstörtem Quellenmaterial. Primärquellen waren Aufzeichnungen von Gesprächen und Befragungen in Tlatelolco, Texcoco und Tenochtitlan, deren Methodik wegen der anspruchsvollen Auswahl der Gesprächspartner und ihrer reflektierten Darstellung als wegweisend für die spätere Ethnographie gelten kann, auch wenn das Ziel letztlich die Missionierung der Azteken war.

## Inhalt
Der Florentinische Codex beschreibt die Eroberung Mexikos und die anschließende Missionierung, die Sozialstruktur der aztekischen Gesellschaft sowie mesoamerikanische Götter und Moralvorstellungen. Darüber hinaus von Bedeutung sind die Beschreibungen und Abbildungen heilkräftiger Pflanzen und der Tierwelt Mexikos.